# Vigie (chaloupe)
Pour les articles homonymes, voir Vigie (homonymie).

La Vigie est une chaloupe à vapeur appartenant à l'Association AMERANI depuis 1985. Elle a obtenu le label BIP (Bateau d'Intérêt Patrimonial) par la Fondation du patrimoine maritime et fluvial en 2014. 
Son port d'attache est Paris.

## Histoire
La Vigie est une vedette de Seine construite pour la Préfecture de Police en 1904. Elle est affectée à la Brigade Fluviale de 1904 à 1985. Sa coque est en tôle d'acier rivetée et son moteur d'origine Filtz était un moteur à pétrole.
Le 13 novembre 1985, la Vigie est retirée du service. Le Préfet de Police Philippe Massoni l'offre à l'Association des Amis du Musée de la Mer pour l'Atlantique (aujourd'hui Amerani) qui en a assuré la restauration. Une machine britannique White & Sons a été mise à disposition par l'École de la Marine marchande de Saint-Malo et une chaudière à tubes de fumée a été construite par les Établissements Baudoin à Meaux.
La Vigie et sa sister-ship La Mouette avaient été commandées par le Préfet Louis Jean-Baptiste Lépine pour intervenir au sein de la Brigade fluviale créée en 1900.